# Wohnhaus Deichstraße 32
Das Wohnhaus Deichstraße 32, direkt an der Oste, unweit des Schiffsanlegers und des Ortskerns, in der niedersächsischen Samtgemeinde Land Hadeln, Gemeinde Oberndorf im Landkreis Cuxhaven, stammt vom 18. Jahrhundert. Aktuell (2024) wird es als Wohnhaus genutzt.
Das Gebäude steht unter Denkmalschutz (siehe auch Liste der Baudenkmale in Oberndorf (Oste)).

## Beschreibung
Das eingeschossige giebelständige Gebäude in Backstein mit ausgebautem Dachgeschoss mit Satteldach, Ladeluke und Winde über der mittigen Eingangstür stammt von 1759 (Inschrift). Das Obergeschoss war ein früherer Speicher. Das Haus gehörte zu einer ehemaligen Hofanlage. Es ist eines der älteren Gebäude der Deichrandbebauung.
Das Landesdenkmalamt befand u. a.: Es hat „…  weitgehend seine ursprüngliche Gestaltung bewahrt. …“